# Хорребоу, Кристиан
Кристиан Хорребоу (дат. Christian Horrebow, 1718 − 1776) — датский астроном.

## Биография
Родился в Копенгагене, сын астронома П. Хорребоу. Окончил Университет Копенгагена, в 1738 получил степень магистра, с 1753 — профессор. После смерти отца в 1764 стал его преемником на посту директора университетской обсерватории. В 1768 −1769 был ректором Университета Копенгагена. Наиболее известны его труды по поиску спутников Венеры в период 1766 −1768 годов, а также открытие периодичности солнечных пятен.